# Hylarana mangyanum
Hylarana mangyanum är en groddjursart som först beskrevs av Brown och Sheldon Guttman 2002.  Hylarana mangyanum ingår i släktet Hylarana och familjen egentliga grodor. IUCN kategoriserar arten globalt som starkt hotad. Inga underarter finns listade i Catalogue of Life.